# 藤原資家 (従三位)
藤原 資家（ふじわら の すけいえ）は、平安時代末期から鎌倉時代にかけての公卿。藤原北家道綱流。権大納言藤原定能の三男。兄に藤原親能、藤原定季がいる。最終官位は非参議従三位。

## 経歴
琵琶で著名な権大納言藤原定能の三男として生まれる。三男であったため非参議従三位までしか昇進できなかったが、子の資季は権大納言まで昇進することができた。資季は『徒然草』第135段に登場するほか、日記『荒涼記』（資季卿記）を残した。

## 官歴
以下、『公卿補任』と『尊卑分脈』の内容に従って記述する。
- 文治5年（1189年）1月5日　叙爵（氏）
- 建久元年（1190年）1月24日　越中守
- 建久2年（1191年）12月30日　叙従五位上
- 建久6年（1195年）12月9日　任侍従
- 建久8年（1197年）1月5日　叙正五位下
- 建久9年（1198年）1月30日　任右少将[1]
- 建仁3年（1203年）1月5日　叙従四位下（少将は元の如し）
- 元久元年（1204年）11月21日　大歌所別当
- 承元元年（1207年）1月5日　叙従四位上[2]
- 承元3年（1209年）1月5日　叙正四位下（宜秋門院当年御給）。同年10月30日　復任[3]。
- 承元4年（1210年）1月14日　任右中将。同年9月28日　左中将に遷任
- 建保5年（1217年）4月9日　左中将を辞任[4]
- 建保6年（1218年）3月6日　叙従三位
- 元仁元年（1224年）5月　出家
- 康元元年（1256年）10月25日　薨去。享年75。

## 系譜
- 父：藤原定能（1148-1209）
- 母：源通家の娘
- 妻：九条光長娘
  - 長男：藤原資季（1207-1289）